# Союз, прогрес і демократія
Союз, прогрес і демократія (ісп. Unión, Progreso y Democracia, UPyD) — іспанська центристська політична партія.
Партія була заснована у 2007 році з ініціативи Роси Дієз, колишньої активістки Іспанської соціалістичної робітничої партії з Країні Басків, яка залишила її на знак протесту проти переговорів Хосе Луїса Сапатеро з сепаратистами ETA. Серед засновників нової партії була група філософів і письменників, у тому числі Фернандо Саватер і Маріо Варгас Льйоса.
На парламентських виборах 2008 отримала 1,19% голосів і отримала одного представника у Конгресі депутатів (мандат отримала Роса Дієс). Рік потому партія отримала одне місце у Європарламенті (Франсіско Соса Вагнер). На виборах у 2011 році до Конгресу депутатів увійшли 5 членів партії (4,70% голосів). У 2014 від UPyD до Європейського парламенту увійшли 4 партійці.